# 24 Hours of Daytona 2004
24 Hours of Daytona 2004 – 24-godzinny wyścig samochodowy na torze Daytona International Speedway w miejscowości Daytona Beach na Florydzie. Zawody odbyły się w dniach 31 stycznia–1 lutego 2004.

## Wyniki zawodów
| Poz.   | Klasa | Nr | Drużyna                           | Kierowcy                                                                            | Okrążeń |
| ------ | ----- | -- | --------------------------------- | ----------------------------------------------------------------------------------- | ------- |
| 1      | DP    | 54 | Bell Motorsports                  | Andy Pilgrim Terry Borcheller Christian Fittipaldi Forest Barber                    | 526     |
| 2      | GT    | 44 | Orbit Racing                      | Mike Fitzgerald Robin Liddell Johnny Mowlem Joe Policastro Joe Policastro Jr.       | 523     |
| 3      | GT    | 74 | Flying Lizard Motorsports         | Lonnie Pechnik Seth Neiman Johannes van Overbeek Peter Cunningham Mike Rockenfeller | 523     |
| 4      | DP    | 27 | Doran Lista Racing                | Didier Theys Marc Goossens Jan Lammers Fredy Lienhard                               | 521     |
| 5 DNF  | DP    | 2  | Howard-Boss Motorsports           | Andy Wallace Dale Earnhardt Jr. Tony Stewart                                        | 519     |
| 6      | GT    | 73 | Red Bull BE Racing                | Philipp Peter Dieter Quester Andrea Montermini Klaus Engelhorn                      | 511     |
| 7      | DP    | 6  | Michael Shank Racing              | Kelly Collins Thomas Erdos Cort Wagner Mike Newton Brent Martini                    | 509     |
| 8 DNF  | DP    | 10 | SunTrust Racing                   | Max Angelelli Wayne Taylor Emmanuel Collard                                         | 508     |
| 9      | SGS   | 91 | Doncaster Racing                  | Jean-Francois Dumoulin Marc Lieb Robert Julien Greg Pootmans                        | 504     |
| 10     | DP    | 01 | CGR Grand Am                      | Scott Pruett Max Papis Scott Dixon Jimmy Morales                                    | 502     |
| 11     | GT    | 56 | Seikel Motor Sport                | Tony Burgess Philip Collin Peter van Merksteijn Gabrio Rosa Fabio Rosa              | 501     |
| 12     | SGS   | 38 | TPC Racing                        | Randy Pobst Andy Lally John Littlechild Marc Bunting Michael Levitas                | 501     |
| 13     | SGS   | 71 | Doncaster Racing                  | David Lacey Greg Wilkins Tom Nastasi Mark Wilkins Ken Wilden                        | 494     |
| 14     | GT    | 66 | The Racer's Group/Monster Cable   | Kevin Buckler Timo Bernhard Patrick Long Jörg Bergmeister                           | 494     |
| 15     | SGS   | 41 | Orison-Planet Earth Motorsports   | Joe Nonnamaker Will Nonnamaker Wayne Nonnamaker Paul Menard Charlie Menard          | 493     |
| 16     | GT    | 72 | Jack Lewis Enterprises            | Jack Lewis Tom McGlynn Manuel Matos Edison Lluch                                    | 492     |
| 17     | GT    | 67 | The Racer's Group/Monster Cable   | Robert Nearn Pierre Ehret Jim Matthews Lars Nielsen Cyrille Sauvage                 | 492     |
| 18     | GT    | 83 | Cirtek Motorsport                 | Rob Wilson Frank Mountain Martyn Konig                                              | 491     |
| 19     | SGS   | 13 | Foxhill Racing                    | Andrew Davis Michael Cawley Charles Espenlaub Joe Foster                            | 491     |
| 20     | SGS   | 16 | AASCO Motorsports                 | Craig Stanton David Murry Tim Sugden                                                | 487     |
| 21     | GT    | 68 | The Racer's Group/Monster Cable   | Ian James Chris Gleason Richard Valentine Bohdan Kroczek Abraham Zimroth            | 487     |
| 22     | SGS   | 63 | Glenn Yee Motorsports             | Hugh Plumb Michael Lewis Kim Wolfkill Geoff Escalette                               | 482     |
| 23     | SGS   | 47 | Michael Baughman Racing           | Michael Baughman Bob Ward Brad Jaeger Frank Del Vecchio                             | 482     |
| 24     | GT    | 98 | GT Technologies                   | Ron Zitza Bill Riddell Hartmut Von Seelen Carlos de Quesada Marc Feinstein          | 481     |
| 25     | DP    | 80 | G&W Motorsports                   | Hugo Guenette Jason Workman Steve Marshall Danny Marshall Fabio Spatafora           | 466     |
| 26     | GT    | 30 | Risi Competizione                 | Anthony Lazzaro Ralf Kelleners Matteo Bobbi                                         | 462     |
| 27     | SGS   | 82 | dds Racing                        | Steven Lynn Jack Henricks Jim Brillhart Terry Heath                                 | 461     |
| 28 DNF | DP    | 4  | Howard-Boss Motorsports           | Butch Leitzinger Elliott Forbes-Robinson Jimmie Johnson David Brule                 | 456     |
| 29     | SGS   | 00 | Team Vision                       | Dwain Derment Dough Baron Dennis Puddester Steven Bernheim                          | 454     |
| 30     | SGS   | 14 | Autometrics Motorsports           | Cory Friedman Lynn Wilson Bransen Patch Adam Merzon Mike Smith                      | 449     |
| 31     | SGS   | 86 | G&W Motorsports                   | Tracy Krohn Ron Forristall Mae Van Wijk Andres Van Der Dys Armando Trentini         | 443     |
| 32     | GT    | 94 | Mastercar                         | Mauro Casadei François Labhardt Manfred Jurasz Jim Michaelian                       | 439     |
| 33     | GT    | 57 | Stevenson Motorsports/Auto Assets | Chip Vance Piers Maserati John Stevenson John Buttermore                            | 428     |
| 34     | GT    | 24 | Specter Werkes/Sports             | Tom Bambard Pete Halsmer John Heinricy Jeff Nowicki                                 | 407     |
| 35     | DP    | 09 | Spirit of Daytona Racing          | Doug Goad Robby Gordon Milka Duno Stéphane Grégoire                                 | 401     |
| 36 DNF | GT    | 93 | Mastercar                         | Luca Drudi Ferdinando Monfardini Matteo Meneghello Joe Colasacco Ross Fonferko      | 388     |
| 37 DNF | GT    | 33 | Scuderia Ferrari of Washington    | Fabrizio de Simone Stephen Earle Emil Assentato Nick Longhi                         | 384     |
| 38     | SGS   | 46 | Michael Baughman Racing           | Peter Argetsinger Mark Patterson John Pew Jim Victor Dario Cioti                    | 369     |
| 39     | SGS   | 17 | AASCO Motorsports                 | Joe Kunz Derek Clark Gary Becker Patrick Flanagan Mark Webber                       | 366     |
| 40 DNF | DP    | 7  | Southard Motorsports              | Shane Lewis George Robinson Jack Baldwin Vic Rice Stephen Southard                  | 359     |
| 41 DNF | DP    | 59 | Brumos Racing                     | J.C. France Hurley Haywood Scott Sharp Tommy Riggins                                | 343     |
| 42 DNF | DP    | 5  | Essex Racing                      | Scott Maxwell Joe Pruskowski Justin Pruskowski Ross Bentley                         | 335     |
| 43 DNF | DP    | 70 | SpeedSource                       | Sylvain Tremblay Selby Wellman Chris Hall Larry Huang                               | 304     |
| 44 DNF | DP    | 9  | Mears Motorcoach/SpeedSource      | Mike Borkowski Paul Mears Jr. Arie Luyendyk Jr. Nick Ham Justin Bell                | 289     |
| 45 DNF | GT    | 22 | Prototype Technology Group        | Niclas Jönsson Boris Said Joey Hand Justin Marks Bill Auberlen                      | 267     |
| 46 DNF | GT    | 97 | Graham Nash Motorsports           | Robert Orcutt Kurt Thiel Ken Dobson Paul Jenkins                                    | 261     |
| 47     | GT    | 60 | Xtreme Racing Group               | Anthony Puleo Robert Dubler Squeak Kennedy Joe Evans                                | 193     |
| 48 DNF | DP    | 45 | Gunnar Racing                     | Gunnar Jeannette Mike Brockman Paul Newman Kyle Petty                               | 185     |
| 49 DNF | GT    | 21 | Prototype Technology Group        | Niclas Jönsson Boris Said Joey Hand Justin Marks Bill Auberlen                      | 162     |
| 50 DNF | DP    | 58 | Red Bull-Brumos Porsche           | David Donohue Darren Law Lucas Luhr Sascha Maassen                                  | 150     |
| 51 DNF | DP    | 15 | Essex Racing                      | Dave Gaylord Don Kitch Jr. John Olsen Tom Hessert Jr. Tom Hessert III               | 149     |
| 52 DNF | GT    | 11 | JMB Racing USA                    | Iradj Alexander Diego Alessi Edy Gay Maurizio Mediani Paul Dana                     | 98      |
| 53 DNF | GT    | 88 | ASM Team                          | Pedro Couceiro Miguel Amaral Manuel Gião Carlos Barbot                              | 65      |